# Janie Eickhoff
Janie Eickhoff o Jane Eickhoff-Quigley (de casada) (Long Beach, Califòrnia, 15 de juny de 1970) va ser una ciclista estatunidenca. Va destacar en la pista on va guanyar set medalles als Campionats del Món.

## Palmarès en pista
- 1987
  -  Campiona del món júnior en Velocitat
  -  Campiona del món júnior en Persecució
- 1988
  -  Campiona dels Estats Units en Puntuació
- 1989
  -  Campiona dels Estats Units en Quilòmetre
- 1990
  -  Campiona dels Estats Units en Puntuació
  -  Campiona dels Estats Units en Persecució
- 1991
  -  Campiona dels Estats Units en Persecució
- 1992
  -  Campiona dels Estats Units en Puntuació
- 1993
  -  Campiona dels Estats Units en Puntuació
  -  Campiona dels Estats Units en Persecució
- 1994
  -  Campiona dels Estats Units en Puntuació
  -  Campiona dels Estats Units en Persecució
- 1995
  - Medalla d'or als Jocs Panamericans en Puntuació
  - Medalla d'or als Jocs Panamericans en Persecució

### Resultats a laCopa del Món
- 1993
  - 1a a Copenhaguen, en Persecució
- 1994
  - 1a a Bassano del Grappa, en Persecució
- 1995
  - 1a a Cottbus, en Persecució
  - 1a a Cottbus, en Puntuació
- 1996
  - 1a a Cottbus, en Persecució

## Palmarès en ruta
- 1991
  - 1a al GP Osaka
  - 1a al GP Nagoya
  - Vencedora d'una etapa al Natural State Stage Race
- 1992
  - Vencedora de 2 etapes a l'Internationale pour Elles